# Sundholmens naturreservat

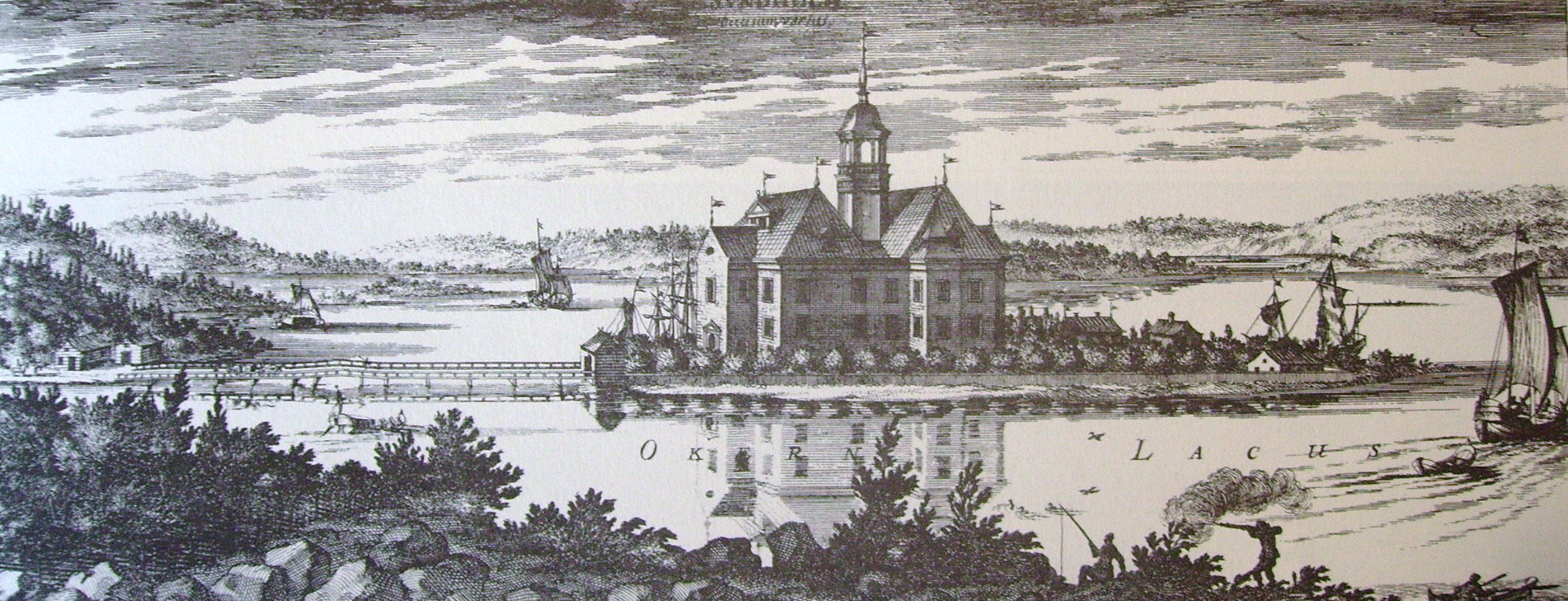
Sundholmens slott enligt Erik Dahlbergh i Suecia antiqua et hodierna.

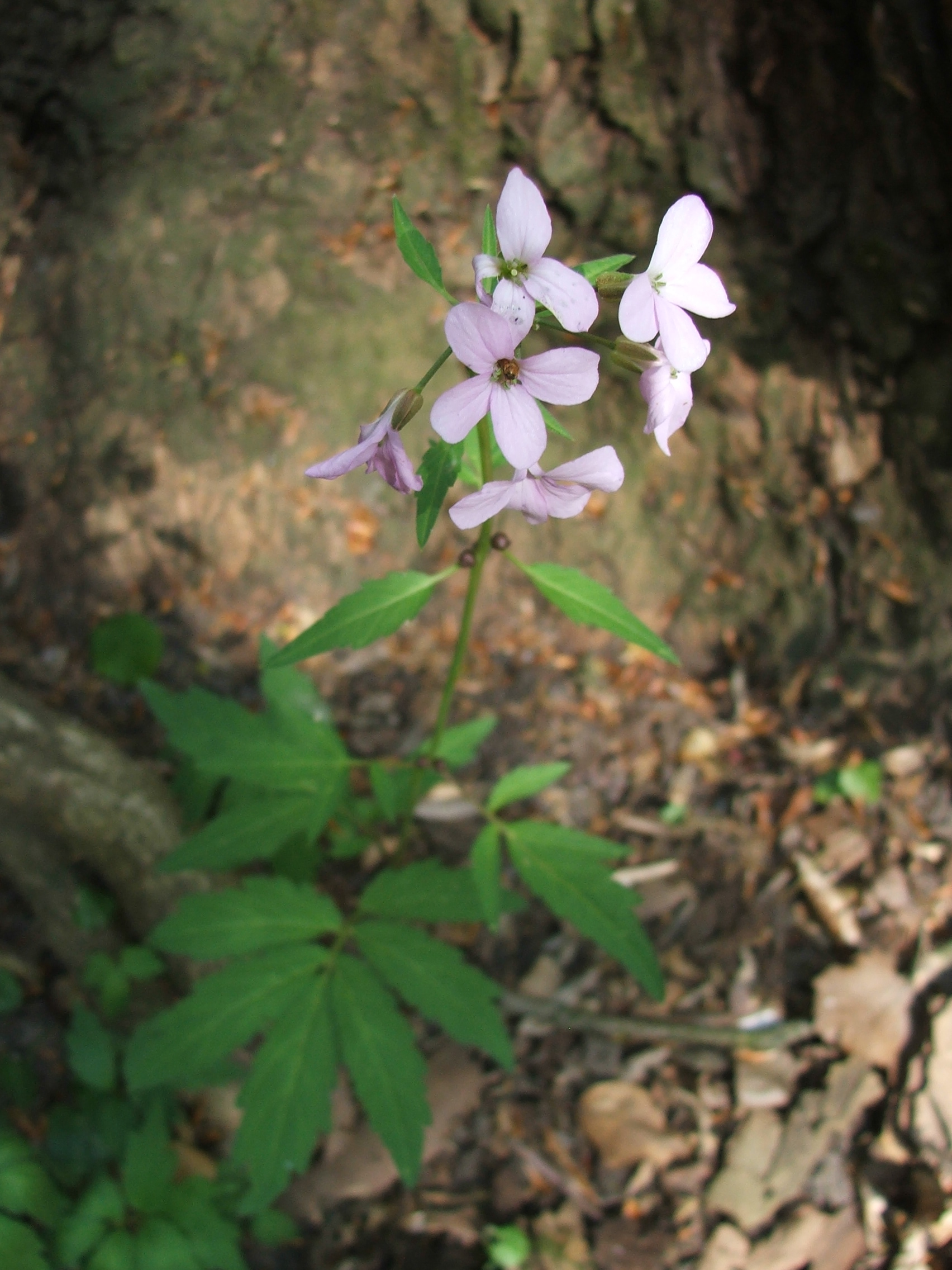
Tandrot

Sundholmen är ett naturreservat i Borås kommun i Västra Götalands län.
Reservatet ligger nära Äspered, vid sjön Tolken, mellan Borås och Ulricehamn. Det 20 hektar stort och skyddat sedan 1988. Två delar ingår, ön Holmen och Hägnagärdet väster om ön. På ön ligger Sundholmens slottsruin, ett Braheslott från äldre Vasatid. Den förföll under 1600-talet. År 1706 brann borgen ner efter ett åskväder. 
Vid Hägnagärdet finns bokskog, blandlövskog och en ekhage. Där finns äng och hage och det växer strutbräken, tandrot och skogsbingel. Vid sjön häckar knipa, storskrake och storlom. I lövskogen finns arter som svarthätta, flugsnappare, nötkråka och nötväcka. Växtligheten gynnas av en berggrund som innehåller järngnejs med innehåll av magnetit. 
Slottsruinen på Sundholmen har stor betydelse för flera fladdermusarter. På sommaren övernattar vattenfladdermöss i källarvalven och dvärgfladdermöss i sprickor i muren. Där finns även ett stort antal nordiska fladdermöss och långörade fladdermöss som övervintrar.
Naturreservatet Sundholmen förvaltas av Västkuststiftelsen.